# Kincang Wetan
Kincang Wetan is een bestuurslaag in het regentschap Madiun van de provincie Oost-Java, Indonesië. Kincang Wetan telt 7696 inwoners (volkstelling 2010).